# Crumomyia zuskai
Crumomyia zuskai är en tvåvingeart som först beskrevs av Rohacek 1976.  Crumomyia zuskai ingår i släktet Crumomyia och familjen hoppflugor. Inga underarter finns listade i Catalogue of Life.